# Cocktail (banda)
Cocktail foi uma banda pop portuguesa na década de 1970. Foi uma das primeiras girls band nacionais. Pelo grupo passaram nomes como Rita Ribeiro, Maria Viana, Ágata e Lena Coelho. O grupo gravou temas de Tozé Brito, Pedro Brito, Mike Sergeant, entre outros.

## Biografia
O grupo fazia um som semelhante aos Abba (A era do disco em Portugal) e a alguns grupos femininos germânicos e holandeses. Não atingiram um grau de tanta sofisticação como as Doce, aparecidas em 1979, mas foram precursoras desse grupo.
As Cocktail formaram-se em 1977 com Rita Ribeiro, 22 anos, Paula Delgado, 20, e Maria Viana, 19. "O Que passou passou" foi o primeiro single.
O segundo single, lançado em 1978, foi  "S.O.S. Igual A Sós".
Fernanda de Sousa entra em maio de 1978, aquando da saída de Paula Delgado. Nesse ano ainda são editados os singles "Aquele Fim De Verão" e "Porta Fechada" e uma compilação com os temas editados.
No ano seguinte vão ao Festival RTP da Canção com "Amanhã Virás". Entretanto sai Rita Ribeiro e em junho de 1979 entra Camélia Conde.
Em 1980 o grupo passa para a editora Vadeca e lança o single "Nem 8 Nem 80". No final de 1980 é editado o single "Pouco a Pouco".
Em 1981 regressam ao Festival RTP da Canção com "Vem Esquecer o Passado". É editado também o single "Voltar Atrás".
Em 1982 saiu do grupo Camélia e entrou São.
O álbum "Tutti Frutti", com temas como "Macaco Nu" e "Honney Cannibal", é editado em 1982 pela Vadeca. Este disco, uma mescla de sons bem típicos de inicio dos anos 80, melhor se compreenderá ao olharmos para os responsáveis pelas autorias, arranjos e produção. Manuel Cardoso, ex-Tantra e Pedro Luís dos Da Vinci. 
O grupo terminou em 1984.

## Cocktail K
Maria Fernanda Sousa deu os seus primeiros passos neste grupo e um sonho ficou gravado, na interprete. Como os sonhos por vezes se tornam realidade ... surge pela mão de uma das antigas Cocktail (um trio feminino do qual Ágata fez parte durante 8 anos) o reaparecimento deste projecto agora renovado - Cocktail K.
Recentemente Ágata (nome artístico de Maria Fernanda Sousa) promoveu a criação do grupo Cocktail K que lançou o cd "Nem 8, Nem 80" com várias versões das Cocktail.
Alinhamento do disco das Cocktail K: 
- 01. Nem 8, nem 80
- 02. L / M: Tozé Brito - O que passou, passou
- 03. L: Pedro Brito / Maria José Dionisio M: Pedro Brito - Pouco a pouco
- 04. L / M: Ménito Ramos - A decisão é minha
- 05. L / M: Pedro Brito - Porta fechada
- 06. L / M: Tozé Brito - Aquele fim de Verão
- 07. L: Maria José dionisio M: Mike Seargent - Última vez
- 08. L/M: Fernando Guerra - Ausência
- 09. L: Luísa Seargent M: Mike Seargent - Voltar atrás
- 10. L: Maria José Dionisio M: Carlos Borracha - Estamos aí
- 11. L/M: Ménito Ramos - Não me quero entregar